# Leipziger Belagerungsmünzen von 1547

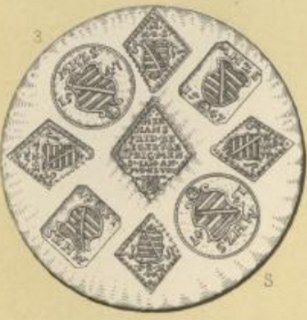
Herzog Moritz, Präsentstück von 1547 zu 1 Talern mit aufgeprägten Belagerungsmünzen (August Brause-Mansfeld Nr. 3).

Die Leipziger Belagerungsmünzen von 1547 (lateinisch numi obsidionales) sind Notklippen, die während der Belagerung von Leipzig zur Bezahlung der Söldner benötigt wurden. Es sind Münzen der beiden kriegsführenden Seiten, des albertinischen Herzogs Moritz von Sachsen (1541–1547) und des ernestinischen Kurfürsten Johann Friedrich des Großmütigen von Sachsen (1532–1547), dessen Notmünzen auch als Feldklippen bezeichnet werden.
Als sich Kaiser Karl V. (1500–1558) 1546/47 militärisch gegen den Schmalkaldischen Bund wandte, trat Herzog Moritz aus dem Bund aus, ging auf die Seite des Kaisers über und fiel in das kursächsische Land ein. Kurfürst Johann Friedrich belagerte daraufhin die von Herzog Moritz stark befestigte Stadt Leipzig. Herzog Moritz setzte der Belagerung mit Hilfe kaiserlicher Truppen ein Ende.

## Geschichte und Münzgeschichte

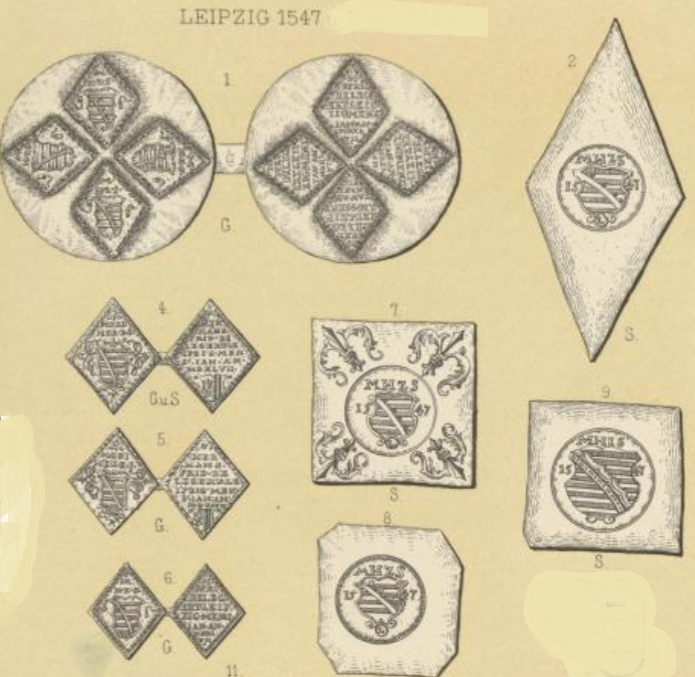
Leipziger Belagerungsmünzen von 1547 nach August Brause-Mansfeld. Nr. 1 ist ein Präsentstück zu 10 Dukaten. (G = Gold, S = Silber).

Kurfürst Johann Friedrich der Großmütige belagerte die von Herzog Moritz stark befestigte Stadt Leipzig, die unter dem Befehl des Stadtkommandanten Bastian von Wallwitz von der Besatzung erfolgreich verteidigt wurde. Die vergebliche Belagerung der Stadt dauerte vom 5. bis zum 27. Januar 1547. Am letzten Tag näherte sich unerwartet das kaiserliche Heer. Kaiser Karl V. und sein Bruder König Ferdinand sowie Herzog Moritz näherten sich mit hohem Tempo und großer Kriegsmacht Leipzig, um die Stadt zu entsetzen. Der Kurfürst gab daraufhin die Belagerung auf.
Herzog Moritz musste für seine Söldner dringend Bargeld beschaffen. Zur Herstellung von vollwertigen Notmünzen verwendete er die in Leipzig vor dem Schmalkaldischen Krieg in Sicherheit gebrachten Kirchenkleinodien und das Silbergeschirr des Stiftes Merseburg. Die Vergoldung wurde vorher heruntergekratzt. An Feingold gewann man 2,5 kg, ausreichend für 914 Dukaten oder ungarische Goldgulden, die als Klippen ausgebracht wurden. Dem theoretischen Sollgewicht von 3,543 g entspricht das tatsächliche Durchschnittsgewicht dieser Dukatenklippen von 3,534 g. Eine große Anzahl Goldschmiede und Handwerksmeister wurde drei Wochen lang Tag und Nacht für die Lösung des Geldproblems eingesetzt. Für die hergestellten Silberzaine konnten Silberklippen im Wert von 10.345 Talern geprägt werden, die Moritz als ganze und halbe Taler von 14 Münzstempeln schlagen ließ. Die in Leipzig geprägten Klippen sind mit dem Buchstaben „L“ im Feld gekennzeichnet. Wahrscheinlich ist außer dem Merseburger Kirchensilber auch noch anderes Silbergerät vermünzt worden.
Nach dem Aufheben der Belagerung ließ Moritz Portugalöser zu 10 Dukaten als Präsentstück der vergeblichen Belagerung prägen. Das Stück ist unter Nr. 1 der Belagerungsmünzen nach August Brause-Mannsfeld abgebildet. Kurfürst Johann Friedrich ist darauf als Herzog bezeichnet, weil er von Kaiser Karl V. geächtet und ihm die Kurwürde entzogen worden war. Moritz ist darauf ebenfalls als Herzog genannt, da ihm die Kurwürde zwar versprochen, aber noch nicht bestätigt worden war. Ein weiteres rundes Präsentstück zu 11⁄2 Talern in Silber mit neun Einschlägen der bei der Silber- und Goldmünzung gebrauchten Stempel ist als Bild Nr. 3 von August Brause-Mansfeld veröffentlicht (siehe oben). Es existieren aber auch Leipziger Belagerungsmünzen von Moritz vor der Aufhebung der Belagerung, auf denen der Kurfürst Johann Friedrich als Herzog bezeichnet ist.
Während des Feldzuges in Sachsen hatte auch Kurfürst Johann Friedrich der Großmütige silberne Notklippen im Wert eines Vierteltalers für die Bezahlung seiner Söldner schlagen lassen. Dafür waren aus Kirchen des Kurkreises Silbergeräte eingeschmolzen worden. Außerdem soll der kurfürstliche Feldhauptmann Reckenrode im Feldlager vor Leipzig die Kriegsknechte mit viereckigen silbernen Notmünzen bezahlt haben, die eine Lilie im Münzfeld zeigen.
Nach der Niederlage in der Schlacht bei Mühlberg auf der Lochauer Heide musste Johann Friedrich auf die Kurwürde verzichten. Am 24. Februar 1548 wurde sie Herzog Moritz übertragen. Dazu erhielt er die ernestinischen Ländereien beiderseits der Elbe zwischen Torgau und Magdeburg sowie in Westsachsen. In sämtlichen sächsischen Silbergruben und Münzstätten waren er und seine Nachfolger nun allein münzberechtigt. Die Ernestiner teilten ihr verbliebenes thüringisches Land bis hin zur Unübersichtlichkeit.

## Münzbeschreibungen

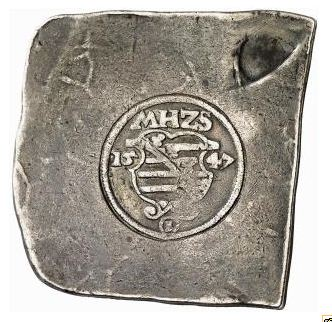
Herzog Moritz, Leipziger Belagerungsmünze von 1547 zu Taler

Während der vergeblichen Belagerung der Stadt Leipzig durch Johann Friedrich den Großmütigen prägten die beiden kriegsführenden Seiten im Januar 1547 die äußerst seltenen Not- oder Belagerungsmünzen. Auf besonderen Belagerungsmünzen bezeichnet Herzog Moritz den Kurfürsten Johann Friedrich als Herzog. Da die Söldner richtig bezahlt werden mussten, sind die Notmünzen in Gold und Silber vollwertig ausgeprägt worden.

### Belagerungsmünze des Herzogs Moritz
Die abgebildete silberne Belagerungsmünze des Herzog Moritz von Sachsen zu 1⁄2 Taler ist eine viereckige einseitig geprägte Notklippe, die während der vergeblichen Belagerung Johann Friedrich I. in der Münzstätte Leipzig geschlagen wurde.
Die Klippe zeigt in einem Kreis den herzoglich-sächsische Wappenschild in einer Renaissancekartusche zwischen der geteilten Jahreszahl 1547. Darüber befinden sich die Buchstaben M H Z S. Die Abkürzungen bedeuten Moritz, Herzog zu Sachsen. Unten in einem kleinen Kreis weist ein L auf die Stadt Leipzig hin.

### Belagerungsmünze des Kurfürsten Johann Friedrich des Großmütigen

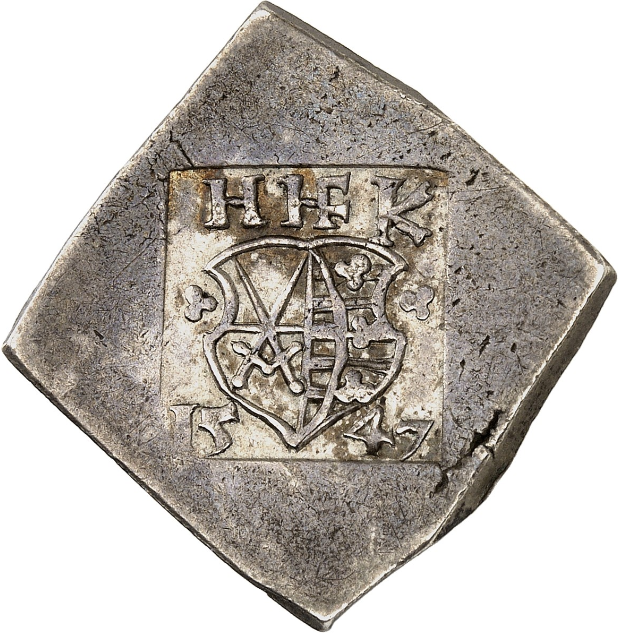
Kurfürst Johann Friedrich I., Belagerungsmünze zu Taler von 1547

Während des Feldzugs in Sachsen hatte auch der Kurfürst silberne Notklippen schlagen lassen. Eine Besonderheit ist eine quadratische Silberplatte von etwa 48 mm Seitenlänge und ca. 4 bis 5 mm Stärke im Wert von vier Talern und im Gewicht von 115,20 g. Das Prägebild entspricht der Vierteltalerklippe, wie sie hier abgebildet ist.
Die hier gezeigte silberne Belagerungsmünze des Kurfürsten zu 1⁄4 Taler ist eine einseitig geprägte viereckige Notklippe, die wahrscheinlich in Wittenberg geschlagen wurde. Das Stück wird auch als Feldklippe bezeichnet.
Die Silberklippe zeigt das kurfürstlich-sächsische Wappen in einer Renaissancekartusche. Zu beiden Seiten des Wappens befinden sich ein kleines Dreiblatt und darüber die Buchstaben H H F K (H F ligiert). Die Abkürzungen bedeuten Herzog Hans Friedrich Kurfürst. Die Jahreszahl 1547 ist geteilt aufgeprägt.